# 空心苦
空心苦（学名：Pseudosasa aeria）为禾本科茶秆竹属下的一个种。

## 扩展阅读
- 維基物種上的相關：空心苦